# Estación Rapaco
Rapaco fue una estación que estaba ubicada en la comuna chilena de La Unión, región de Los Ríos, y que fue construida con el Ferrocarril Valdivia a Osorno, e integrado luego al Ferrocarril Central. Actualmente se halla suprimida y en su sitio se halla emplazada la Empresa Iansa Rapaco desde 1970.

## Historia
La zona donde se emplaza la estación es donde los caciques Catriguala e Iñil se reunieron con el capitán Tomás de Figueroa en el reducto de Dagllipulli.
La estación aparece con la construcción del ferrocarril Valdivia-Victoria-Osorno, que inició sus obras en 1888 y que sufrió muchos contratiempos durante su construcción. El trabajo se subdividió en dos grandes secciones, desde estación Valdivia hasta la estación Pichi-Ropulli, y desde Pichi-Ropulli hasta la estación Osorno. Debido a muchos atrasos con las obras en el tramo Pichirropulli-Osorno por nueve años, el contratista Manuel Ossa logra terminar las obras y entregarlas al estado en abril de 1897. El tramo de esta estación se inaugura en 1896.
A 1987 la estación seguía operando con servicios de pasajeros, particularmente para los trabajadores de la planta de Iansa.

## Cultura popular
- La estación es mencionada, como de difícil acceso, en el libro "Equipaje de mano: crónicas de viaje" del escritor Juan Pablo Meneses.[9]
- En el libro La guerra fría chilena: Gabriel González Videla y la ley maldita de Carlos Huneeus se menciona un incidente con el jefe de la estación.[10]